# Зіон (Матриця)
Зіон — вигадане місто у фільмах «Матриця».

## Стислий зміст
Зіон — це є останнє місто людей на планеті Земля — після руйнівної ядерної війни між людством та розумними машинами. Людина настільки вдосконалює машини, що вони починають думати самостійно. Зрештою машини, яким поведінка людей ненависна, повстають. Починається машинний геноцид, роботи тікають з міст; вони створюють своє місто — 01 (Zero One). Згодом машини бажають брати участь у міжнародній політиці нарівні з людьми, створити власну державу тощо. Для людей ця ідея видається абсурдною, і вони відхиляють вимогу машин про визнання. Люди вдаються до радикальних засобів: вважаючи, що машинам джерелом енергії є сонячне світло, вони закривають небо, але це не зупиняє механізми. Внаслідок війни із застосуванням ядерної зброї у світі розпочалося панування штучних форм життя.
Насправді Зіон — це масивна серія печер, що знаходяться глибоко під зруйнованою поверхнею планети, близько до ядра планети, де вистачає тепла, геотермальної енергії та захисту. Згідно первинного задуму сценарію Нео зустрічається з Архітектором; той відкриває йому, що місто людей Зіон знищувалося вже п'ять разів, Нео нічого не розуміє. Він каже — тільки що знищив Центральний Комп'ютер, і Матриці більше немає. Архітектор сміється, і повідомляє Нео щось, шокуюче до глибини душі.
Зіон — це частина Матриці. Для того, щоб створити для людей видимість волі і для того, щоб дати їм вибір, без якого людина не може існувати, Архітектор придумав реальність всередині реальності. І Зіон, і вся війна з машинами, і агент Сміт, і взагалі все, що відбувалося з самого початку трилогії, було сплановано заздалегідь і є не більш ніж сном.

...Чи ні?

## Алюзії
Стівен Фаллер в «Поза матрицею» пише, що християнство є домінуючою релігійною темою у фільмах «Матриця» і що «Сіон в Біблії розглядається як місто Бога». У книзі «Філософи досліджують матрицю» написано, що «Останнє людське місто, що залишилось, Сіон [є] синонімом в юдаїзмі та християнстві (небесного) Єрусалиму».
Фаллер зазначає, що Зіон представлений як контраст до Матриці: «Расова громада Зіона набагато менш європейська та англомовна, ніж сучасна Америка. Ми зміщуємо парадигму з расово зарядженого середовища Матриці, де підтекст так явно протиставлений у крайнощах чорно-білого, уявного світу до Зіону, в якому панують кольорові люди». В одному розділі у «The Matrix Trilogy: Cyberpunk Reloaded» він пише: «Духовність чорношкірих замальовується у фільмах „Матриця“… завдяки використанню Зіона як підземного міста вільних людей, населеного переважно чорношкірими людьми, що наводить на думку про мрію християнських рабів знайти надійний притулок у „обіцяній землі“ та растафаріанську віру в утопічне суспільство». В іншому розділі зазначає: Матриця: Перезавантаження відображає «чорне життя» у сцені, що нагадує незліченні мелодрами Голлівуду в джунглях, коли переважно чорне населення Зіону бере участь у шаленому танці під ударний ритм барабанів. У Голлівуді війна між механізмом та реальністю ведеться по расовій лінії". Аділіфу Нама пише в «Чорний простір: уявна гонка у науково-фантастичному фільмі»: «Расова політика Зіона, імовірно, базується на полікультурній моделі расової рівності та участі. В обстановці Зіона представлена расова утопія, де чорношкірі, білі та інші кольорові люди живуть і працюють разом, і в багатьох випадках білі підпорядковуються, але не підпорядковуються чорним» .

## Після 11 вересня
«Матриця в теорії» пише, що після атак 11 вересня розповідь переходить від протистояння у фільмі 1999 року «Матриця» до порятунку Зіона в продовженнях 2003 року. У ньому йдеться: «Перезавантаження» та «Революція» розігрує цю консервативну фантазію із Зіоном як виснаженим місцем гуманістичних цінностей і машин з їх страхітливою зброєю масового знищення, що загрожує остаточно знищити останні залишки людської незалежності".